# Nasiba Surkiýewa
Nasiba Ýegembergenowna Surkiýewa (ur. 11 stycznia 1982) – turkmeńska judoczka i sambistka. Trzykrotna olimpijka. Zajęła dwudzieste miejsce w Pekinie 2008, odpadła w eliminacjach w Atenach 2004 i trzynasta w Sydney 2000. Walczyła w wadze średniej i półciężkiej.
Uczestniczka mistrzostw świata w 2001 i 2007. Startowała w Pucharze Świata w 2000, 2003, 2006, 2010 i 2013. Brązowa medalistka igrzysk azjatyckich w 2002 i siódma w 2010. Trzecia na mistrzostwach Azji w 2000 i 2001 roku.

## Letnie Igrzyska Olimpijskie 2000
| Konkurencja | Eliminacje       | Repasaże                     | Klas. końcowa |
| Konkurencja | Przeciwnik I     | Przeciwnik I                 | Miejsce       |
| ----------- | ---------------- | ---------------------------- | ------------- |
| 78 kg       | Tang Lin (CHN) P | Sambuugijn Daszdulam (MGL) P | 13.           |

## Letnie Igrzyska Olimpijskie 2004
| Konkurencja | Eliminacje         | Klas. końcowa |
| Konkurencja | Przeciwnik I       | Miejsce       |
| ----------- | ------------------ | ------------- |
| 70 kg       | Kate Howey (GBR) P | 1 runda       |

## Letnie Igrzyska Olimpijskie 2008
| Konkurencja | Eliminacje           | Klas. końcowa |
| Konkurencja | Przeciwnik I         | Miejsce       |
| ----------- | -------------------- | ------------- |
| 70 kg       | Ronda Rousey (USA) P | 20.           |